# Odstřelovací puška

Různé druhy záměrných osnov puškohledů ostřelovacích pušek

Odstřelovací puška je palná zbraň používaná odstřelovači (policejními nebo vojenskými) k zneškodnění nebo zranění cíle na střední a dlouhé vzdálenosti. Odstřelovací pušky jsou zpravidla opatřeny optickými mířidly. Obvykle jde o puškohledy s různým zvětšením (většinou 3× až 12×), které zvětšují a přibližují obraz cíle a pomáhají tak střelci zamířit.

## Historie

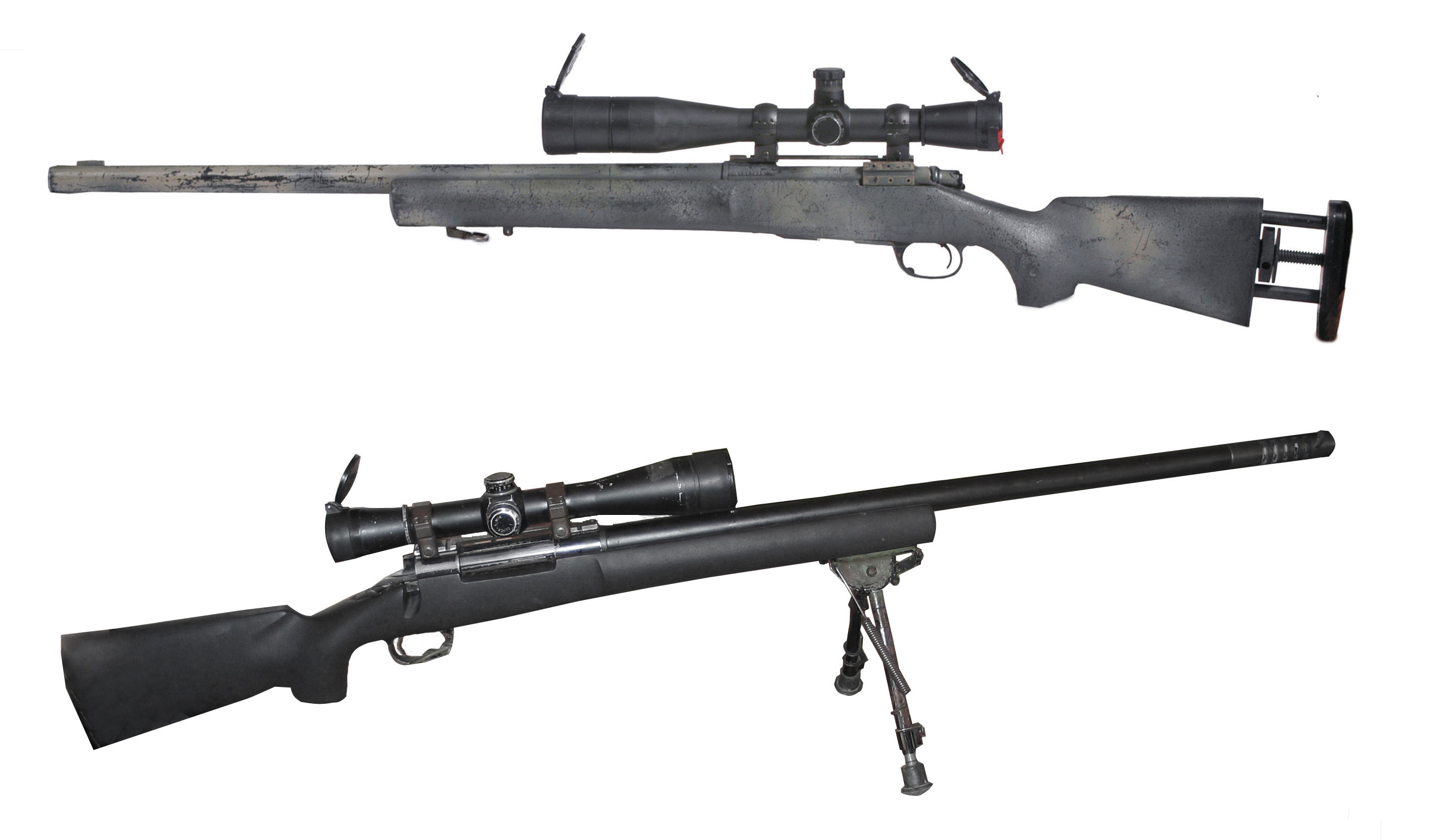
Opakovací puška M24 Sniper Weapon System ráže 7,62 × 51 mm NATO má účinný maximální efektivní dostřel okolo 800 metrů. Mezi lety 1988 až 2010 byla standardní odstřelovací puškou americké armády.

Historii způsobu boje podobného taktice odstřelovačů lze vysledovat i v období před zavedením palných zbraní. Naopak první ruční palné zbraně, například muškety s hladkým vývrtem hlavně a doutnákovým zámkem, nebyly pro přesnou střelbu na velkou vzdálenost vhodnými zbraněmi pro svou nízkou přesnost.
Vojsko je proto používalo především k hromadné střelbě na formace protivníka.
Jiný přístup se objevoval především na straně nových Američanů ve válce USA za nezávislost. Na počátku 18. století se v Pensylvánii vyráběly dlouhé pušky známé též pod názvem Kentucká puška.
Tato zbraň byla předovka s drážkovaným vývrtem hlavně a obvykle křesadlovým zámkem. Byla používána jak pro lov, tak ve francouzsko-indiánské válce a následně ve válce za nezávislost. Touto zbraní se střílelo běžně až na 270 metrů. Nevýhodou této zbraně byla pomalá střelba. Rychlost dosahovala maximálně jednu ránu za minutu.
Výstřelem této zbraně byl 7. října 1780 zabit na vzdálenost 410 metrů britský kapitán Patrick Ferguson, který byl mimo jiné konstruktérem a propagátorem pušek nabíjených zezadu. Jím vedená jednotka se po jeho smrti vzdala.
Historicky známý zásah odstřelovače je zabití britského admirála Nelsona 21. října 1805 v bitvě u Trafalgaru. Osudný výstřel vyšel ze standardní vojenské předovky s hladkým vývrtem a byl pravděpodobně veden na vzdálenost 75 metrů, což představovalo hranici účinného dostřelu této zbraně.
Účinnou a známou zbraní používanou a někdy i uváděnou jako první odstřelovací puška je puška Whitworth. Tuto pušku vytvořil anglický vynálezce Joseph Whitworth v roce 1854. V roce 1857 ji nabídl Britské armádě namísto tehdy používané pušky Enfield. Puška byla technicky lepší a prokázala vysokou přesnost a dostřel. Z cenových důvodů ale nebyla přijata do výzbroje. Pro tuto pušku Whithworth vytvořil speciální způsob drážkování. Hlaveň má průřez šestihranu stočeného do šroubovice. Kulka má stejný tvar. Tím bylo dosaženo výborného utěsnění střely a relativně malého tření. Puška má ráži .451”. Je nabíjená zepředu a má perkusní zámek. Při testech bylo možno zasáhnou terč ve vzdálenosti 1830 metrů.
Určitý počet těchto zbraní byl dodán do států Konfederace v době občanské války. V roce 1863 byl touto puškou smrtelně zraněn generál Unie Whipple na vzdálenost 820 metrů. Na konci americké občanské války byly již odstřelovací pušky vybaveny zaměřovací optikou.[zdroj?]

## Rozdělení odstřelovacích pušek
- Podle určení
- Podle způsobu nabíjení
- Podle ráže

## Nejznámější odstřelovací pušky

### Opakovací
- Accuracy International AWM (G22)
- Barrett M95
- CZ 700
- CZ 750
- vz. 54
- Falcon
- Mauser 98k
- McMillan Tac-50
- Mosin-Nagant 1891/30 - s puškohledy PE, PEM a nejčastěji PU
- Lee-Enfield No.4
- L96A1
- Remington 700
  - M24 SWS - armádní verze
  - M40 - námořnická verze
- Sako TRG

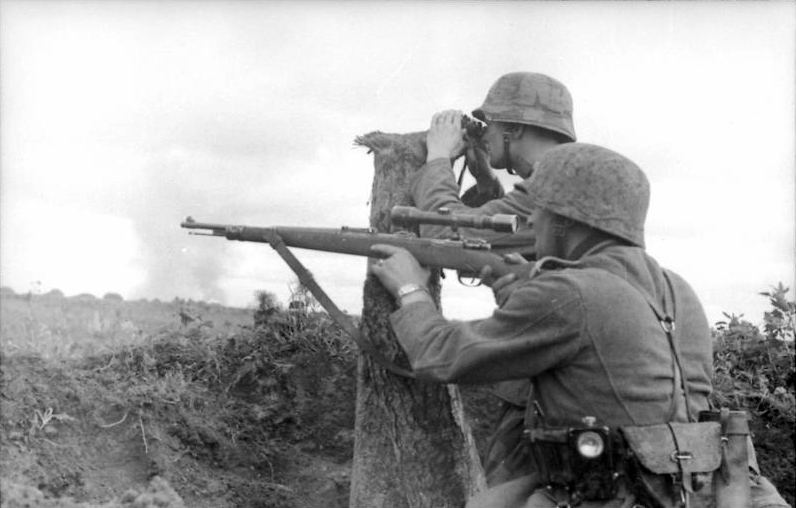
K98k
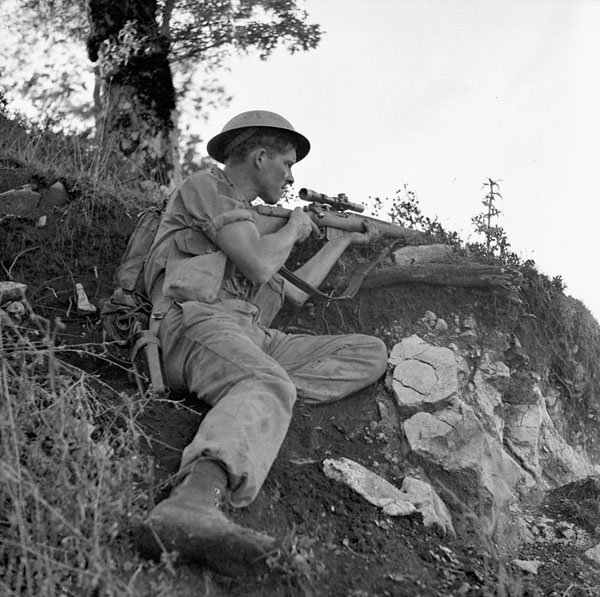
Lee-Enfield No.4
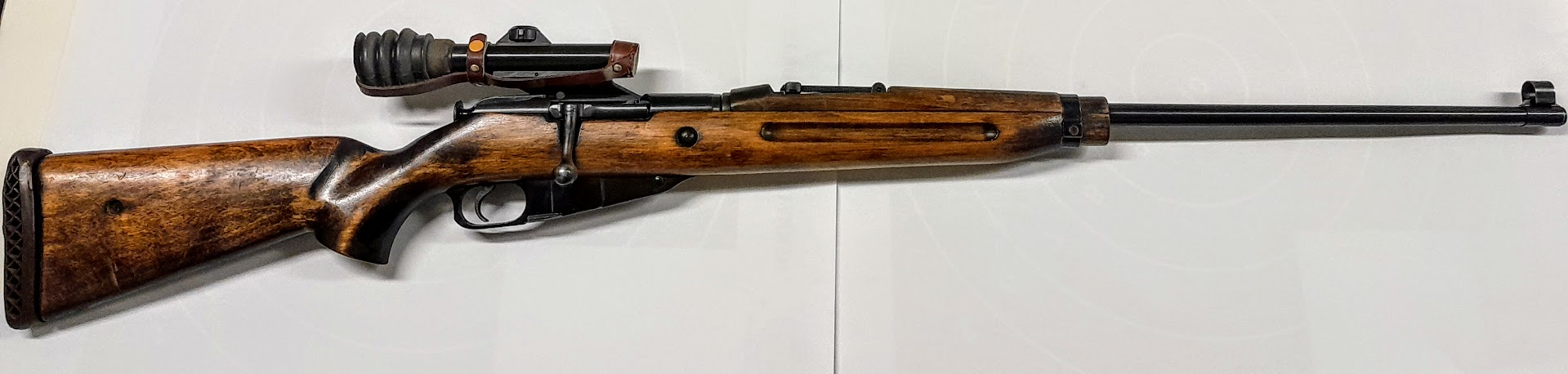
vz. 54
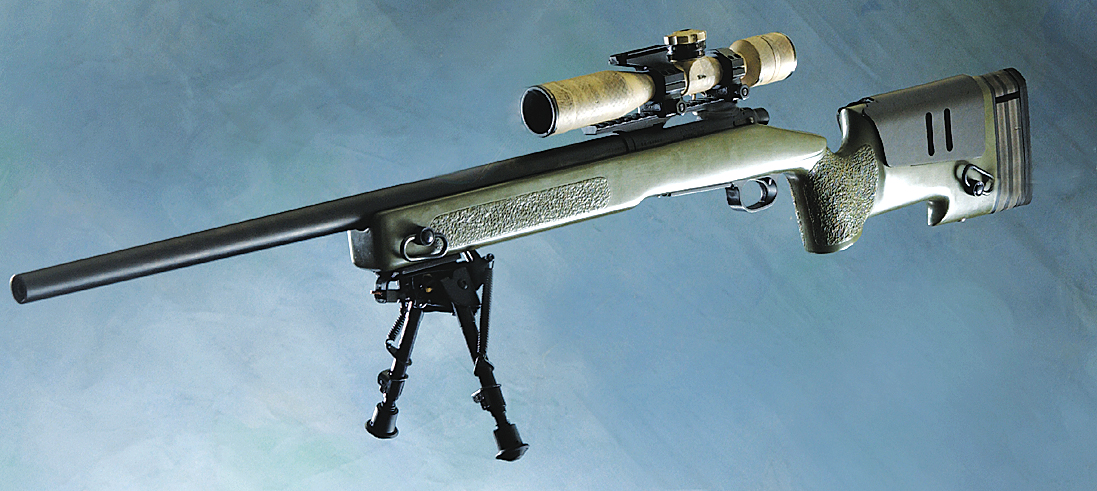
M40
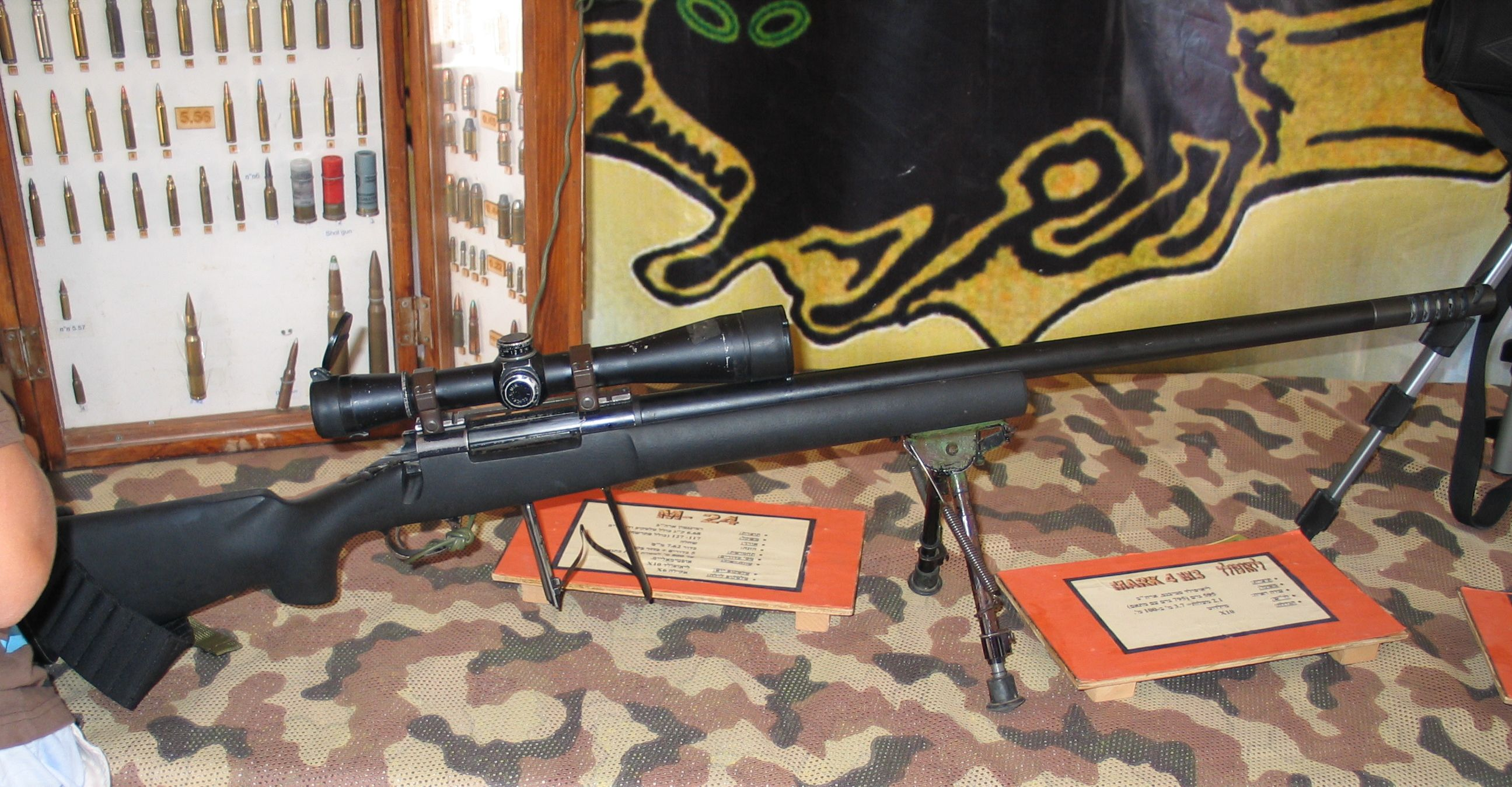
M24
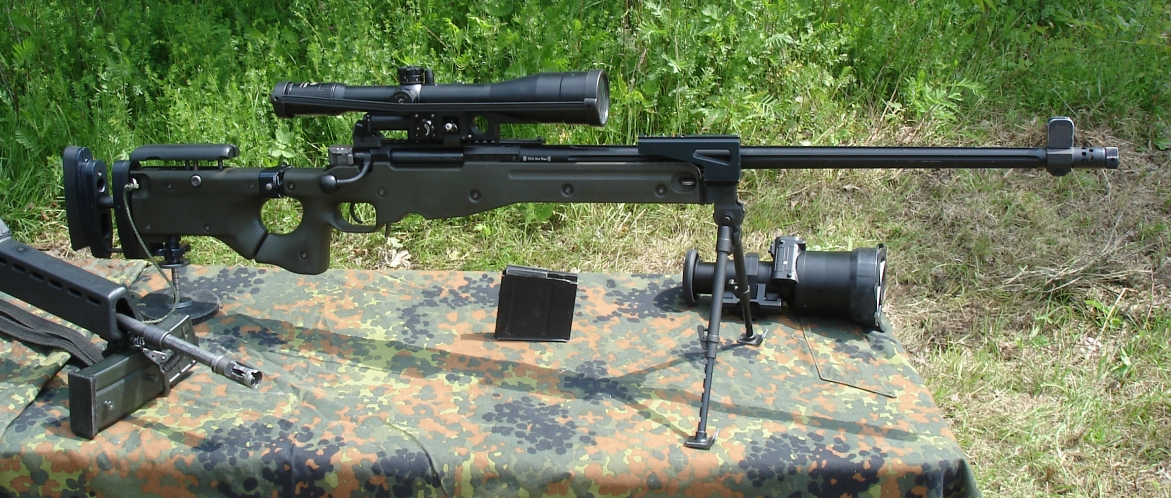
G22
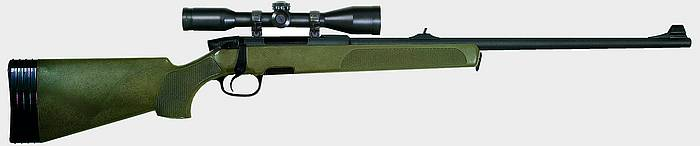
Steyr SSG 69
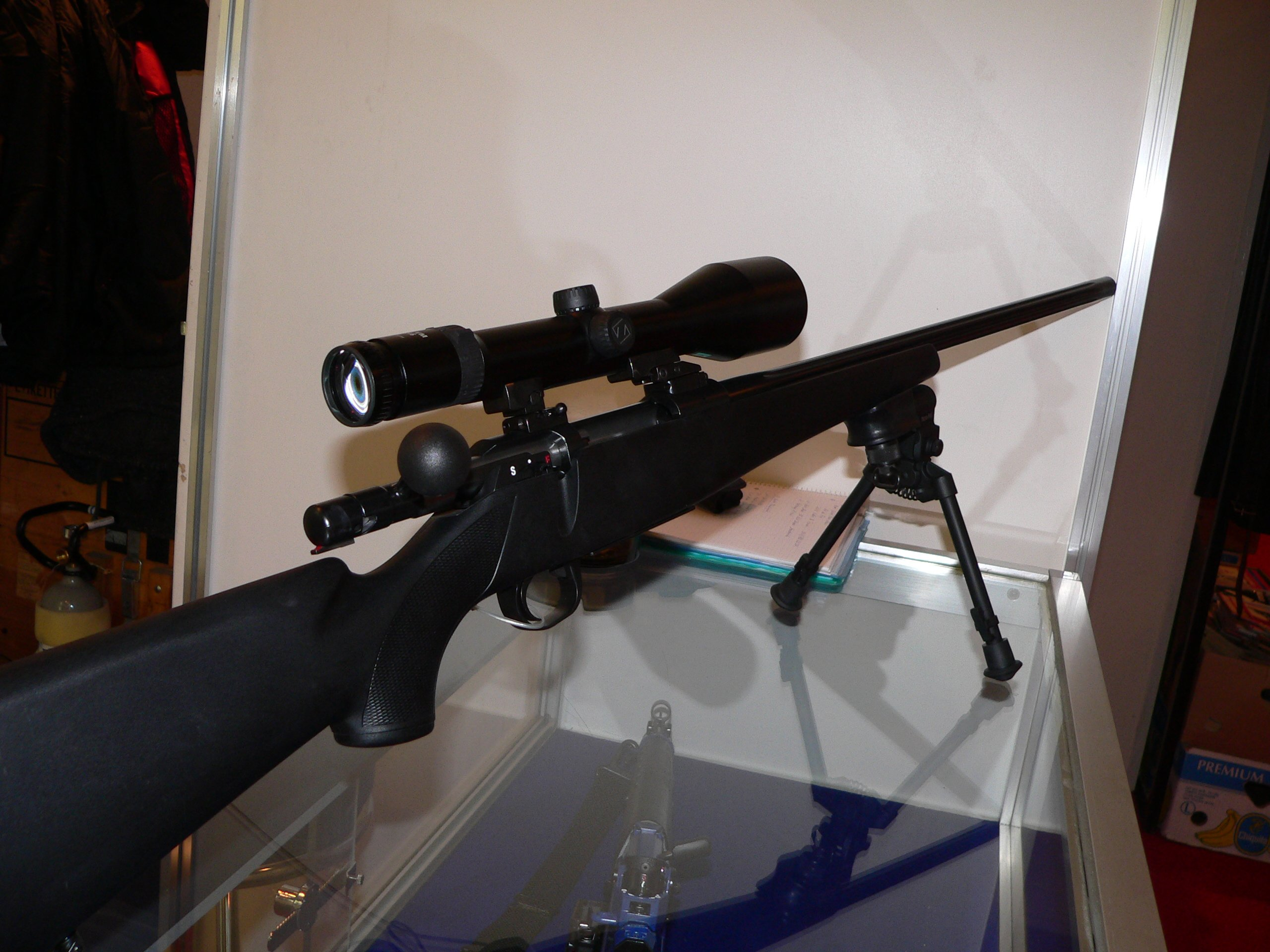
SIG SHR 970
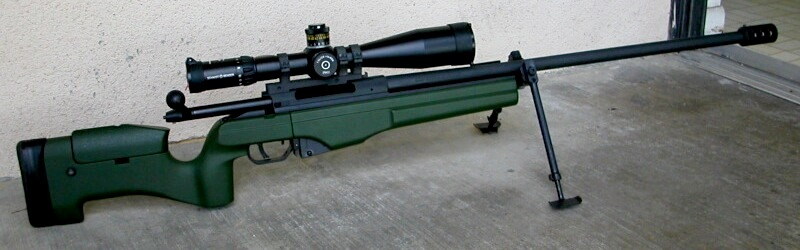
Sako TRG-42
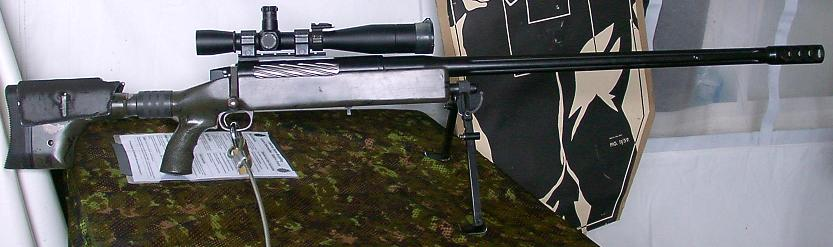
McMillan TAC-50

### Samonabíjecí

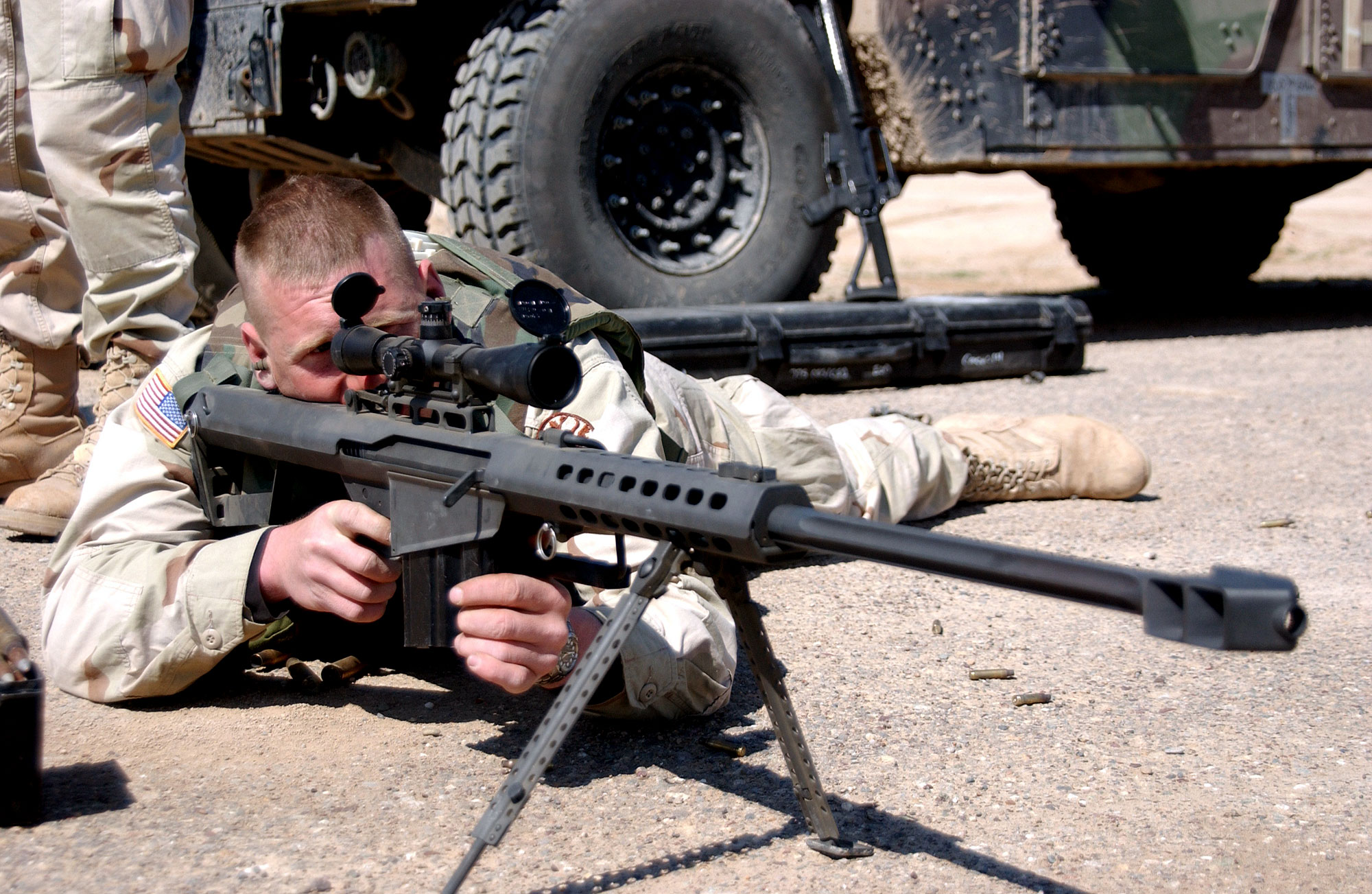
Barrett M82
- Walther G43
- M21
- PSG-1
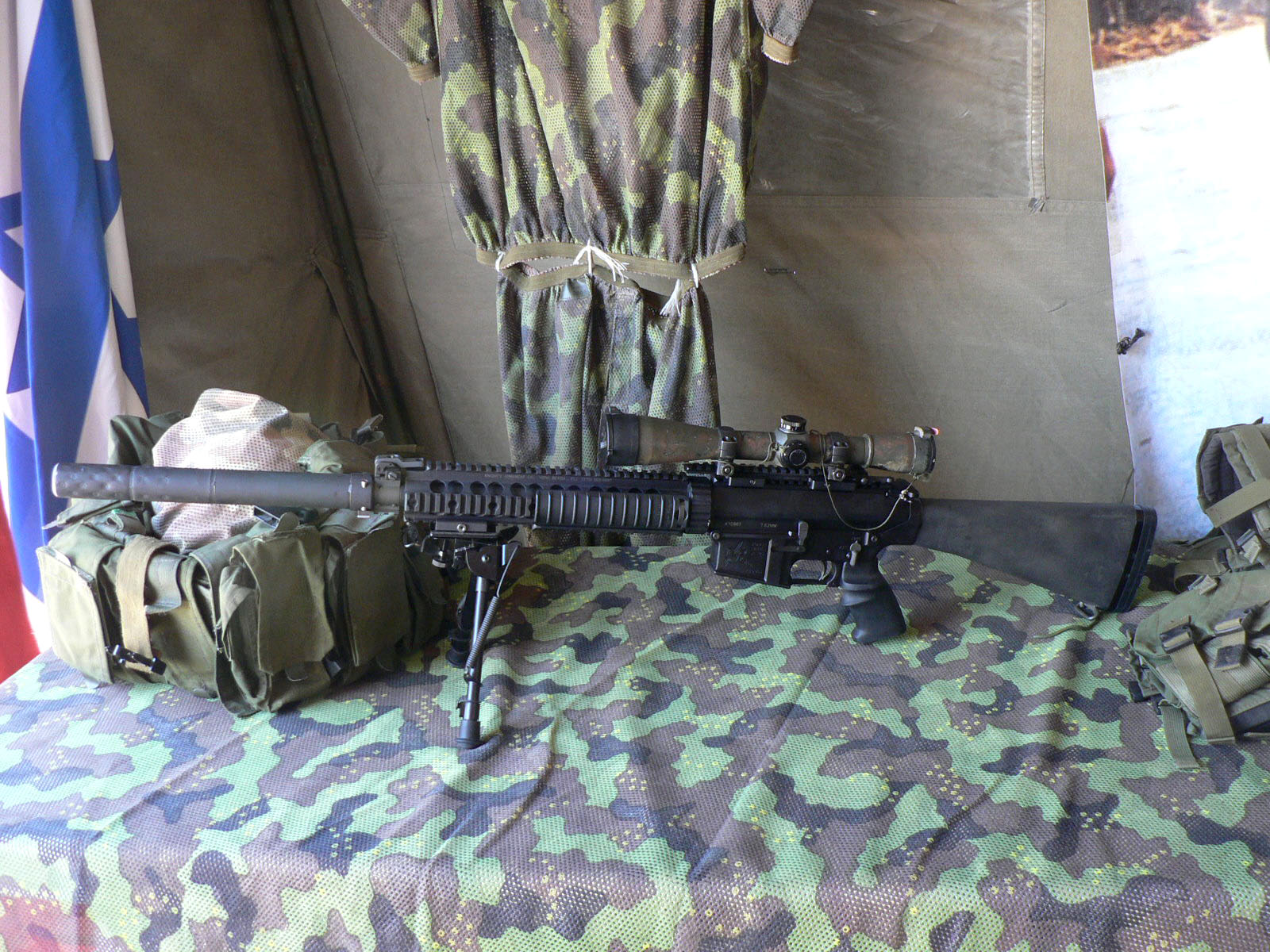
SR-25
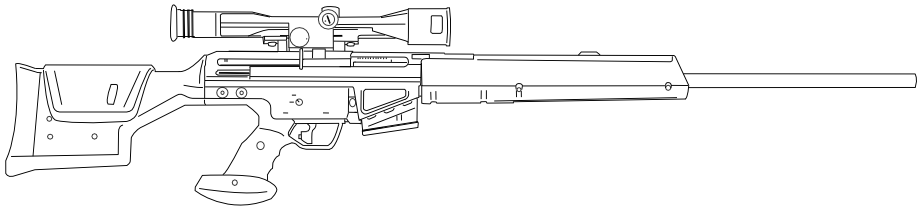
SVT-40 - s PU 4x puškohledem
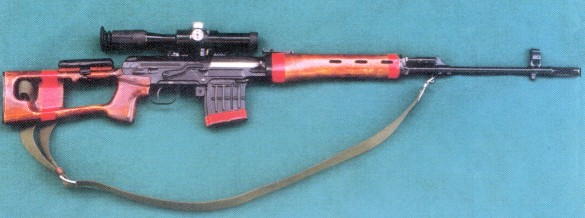
SVD (Dragunov)
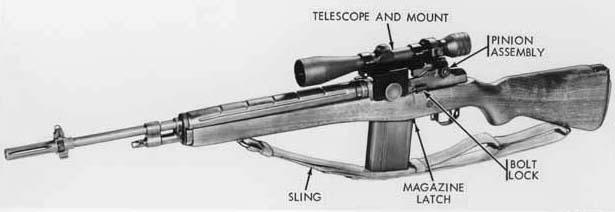
M21

- Barrett M82
- SR-25
- PSG-1
- SVD (Dragunov)
- M21